# 班用吉
班用吉，河南尉氏人，明朝初期政治人物。

## 生平
以儒士征授临洮府同知，寻升陕西参政；洪武三年，升刑部尚书。洪武四年，负责赈济关中饥荒。同年迁江西按察副使，寻改江西省参政，坐事免。洪武八年，召为应天府尹。洪武十四年，担任四川按察使。